# Itchy (Band)
Itchy ist eine dreiköpfige deutsche Pop-Punk-Band, die unter dem Namen Itchy Poopzkid aktiv war und seit April 2017 den neuen Namen Itchy trägt. Sie entstand im Jahr 2000 in Eislingen/Fils, wo die Bandmitglieder auf dieselbe Schule gingen. Die Band hat ca. 1000 Konzerte in Europa gespielt, ein eigenes Plattenlabel namens „Findaway Records“ gegründet, neun Studioalben sowie zwei Bücher und einen Podcast veröffentlicht.

## Geschichte

### 2000–2004: Die Anfänge

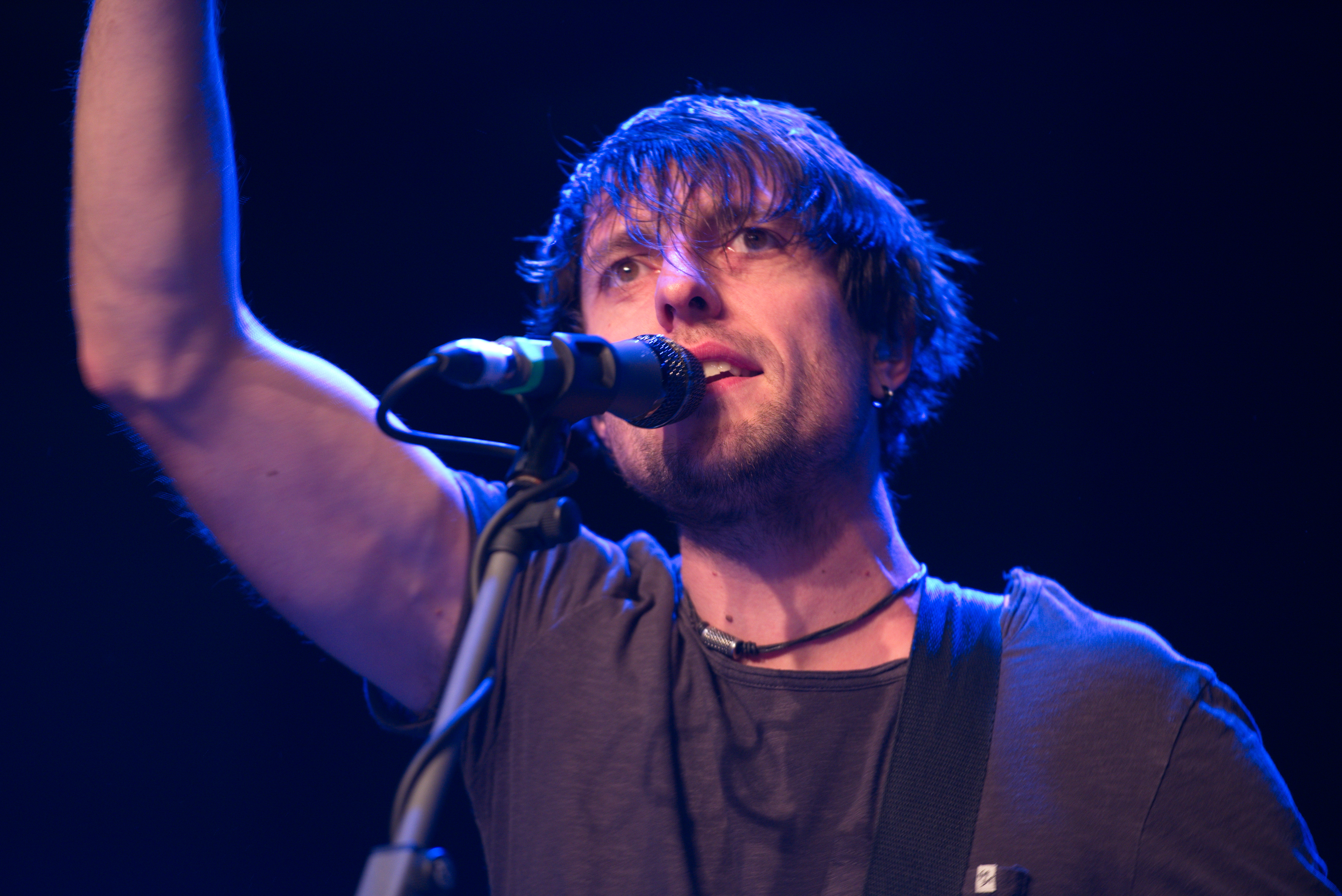
Sibbi (Sebastian Hafner), 2016

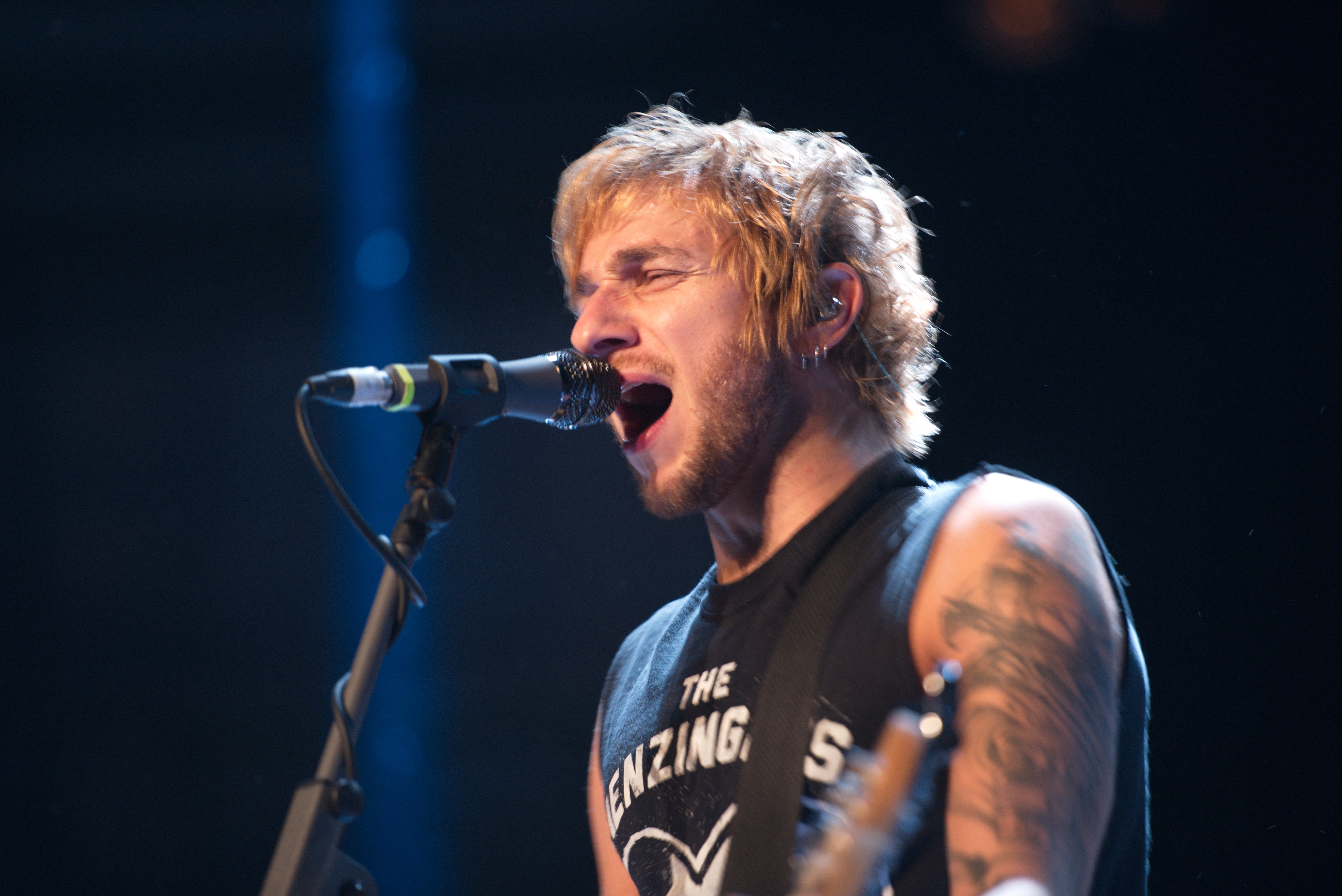
Panzer (Daniel Friedl), 2016

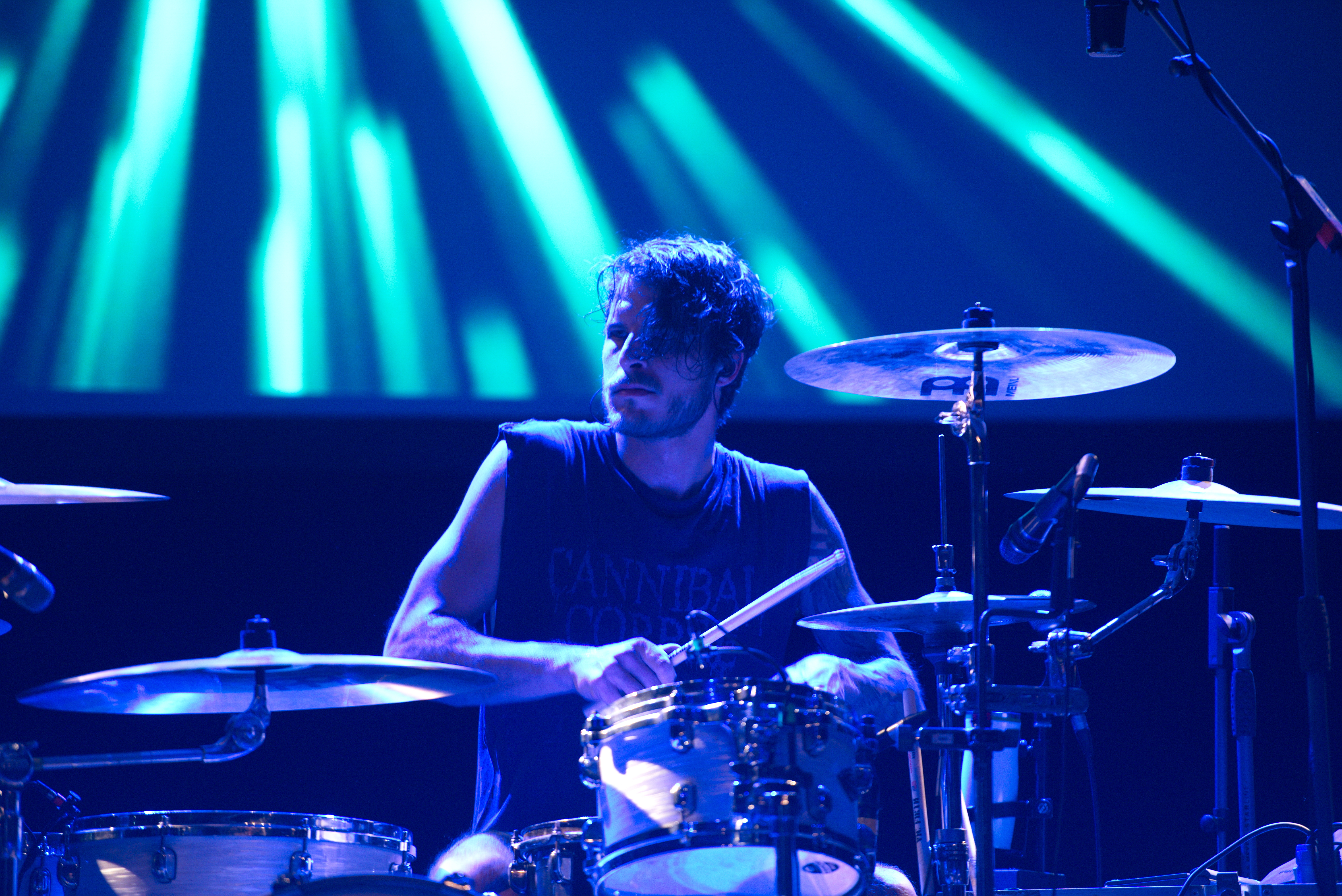
Max (Maximilian Zimmer), 2016

Im ersten Jahr beschränkten sich die drei Musiker noch auf das Covern von Songs anderer Bands. 2001 beschlossen sie, den Namen der Band in Itchy Poopzkid zu ändern und selbst Songs zu schreiben. In den folgenden Jahren spielten sie unter anderem als Vorband von Donots, Yellowcard, +44, boysetsfire und den The Bouncing Souls und wurden zu mehreren Musikfestivals eingeladen. Sibbi und Panzer tauschen während ihrer Live-Konzerte immer wieder ihre Instrumente untereinander und wechseln sich beim Singen ab. Berühmt sind mittlerweile auch ihre Liedansagen, von welchen 89 Stück als Bonus-Tracks auf ihrem ersten Live-Album zu hören sind. 2001 nahmen Itchy Poopzkid ihr erstes Demoalbum auf und veröffentlichten die EPs Two Thumbs Down und Having a Time sowie die Live-CD Fuck-Ups … Live!

### 2005–2008:Heart to BelieveundTime to Ignite
Itchy Poopzkid unterschrieben einen Plattenvertrag bei Where are my records, wo Ende 2005 ihr erstes Album Heart to Believe erschien. Zu dem aus diesem Album stammenden Song Say no! wurde ein Video veröffentlicht. Unter anderem gingen sie als Support von +44 auf Deutschlandtournee. Anderthalb Jahre später folgte im Frühjahr 2007 das zweite Album Time to Ignite. Mit der ersten Singleauskopplung Silence Is Killing Me erreichten Itchy Poopzkid erstmals die deutschen Charts. Die Musikvideos zu dieser Single und weiteren Liedern der Band wurden in Heavy Rotation auf MTV gespielt.
Itchy Poopzkid traten im Jahre 2007 gegen die Band Madsen bei MTVs Band Trip an. Itchy Poopzkid gewannen und durften als Preis eine Folge der MTV-Show Rockzone von Markus Kavka komplett moderieren und über das Programm entscheiden. Außerdem absolvierten sie einen Live-Auftritt im Rahmen der MTV European Music Awards in München und spielten auf ihrer Tour zum Album Time to Ignite insgesamt 36 Konzerte in Deutschland, Österreich und der Schweiz mit u. a. der Münchner Band Mary Jane.
Mit der kanadischen Punkrock Band Sum 41 gingen sie zudem auf Deutschlandtournee. 2008 spielten Itchy Poopzkid hingegen nur ein paar wenige Live-Auftritte und konzentrierten sich hauptsächlich auf das Songwriting für das dritte Album.

### 2009–2010:Dead SeriousundLights Out London
Das dritte Album Dead Serious erschien am 23. Januar 2009. Erstmals in der Bandgeschichte wurde ein Album auch als Vinyl veröffentlicht. Im Frühjahr 2009 tourte die Band durch Deutschland, Österreich und die Schweiz. Ab dem 24. September 2009 spielte Itchy Poopzkid in England und ab dem 25. November 2009 fand abermals eine Tour durch Deutschland, Österreich und die Schweiz statt. Sie endete einen Monat später in Ulm.
Nach Touren durch Irland und Schweden Anfang des Jahres 2010 beschäftigte sich die Band damit, neue Lieder zu schreiben und das vierte Album fertigzustellen. Angekündigt war eine Single mit dem Namen Why Still Bother, für die auch bereits ein zugehöriges Musikvideo gedreht wurde, welches in Zusammenarbeit mit der WDCS (Whale and Dolphin Conservation Society) auf die für Tiere gefährlichen Sonare im Meer aufmerksam macht und am 21. Oktober 2010 erschien.
Am 25. Februar 2011 erschien das Album Lights Out London, welches unter dem ebenfalls 2011 selbstgegründeten Label „Findaway Records“ veröffentlicht wurde. Unter diesem Label veröffentlichten sie auch ihre ersten drei Alben neu mit vielen, teilweise unveröffentlichten, Bonustracks. Am 31. Januar 2011 verkündeten Itchy Poopzkid auf ihrer Website, dass der Schlagzeuger Tobias Danne die Band verlässt, mit der Begründung, dass ihm die Situation mit dem eigenen Platten-Label zu anstrengend und zeitaufwändig werde. Er wurde durch den langjährigen Drum- und Lichttechniker der Band, Max Zimmer, ersetzt.
Nachdem Itchy Poopzkid mit dem Album Lights out London den bis dahin höchsten Chart-Einstieg der Bandgeschichte auf Platz 35 erreicht hatten, begaben sie sich von März bis Mai auf Tour durch Deutschland, Österreich und die Schweiz. Als Vorgruppe spielte die Band Attack! Attack! aus Wales. Der Itchy Poopzkid-Song The Living aus dem Album Dead Serious wurde 2011 Titelsong der Fernsehwerbe-Kampagne der Automarke Suzuki.

### 2013–2016:Ports & ChordsundSix
Am 25. Januar 2013 erschien ihr neues Album Ports & Chords in verschiedenen Versionen, wiederum auf dem bandeigenen Label „Findaway Records“, und stieg auf Platz 27 der deutschen Album-Charts ein. Das Album beinhaltet Features mit Künstlern wie Charlotte Cooper (The Subways) und Guido Knollmann (Donots). Im März und April spielte die Band die dazugehörige Tournee mit den Supports MxPx (USA) und Marathonmann. Es erschienen Musikvideos der Songs We Say So, I Believe und The Pirate Song. Nachdem die Band im Sommer und Herbst 2013 auf einigen europäischen Festivals auftraten und ein weiteres Video zum Song Tonight veröffentlichten, tourten sie von Oktober bis Dezember durch Deutschland, Österreich und die Schweiz. Im Vorprogramm traten Mega! Mega! aus Berlin auf.

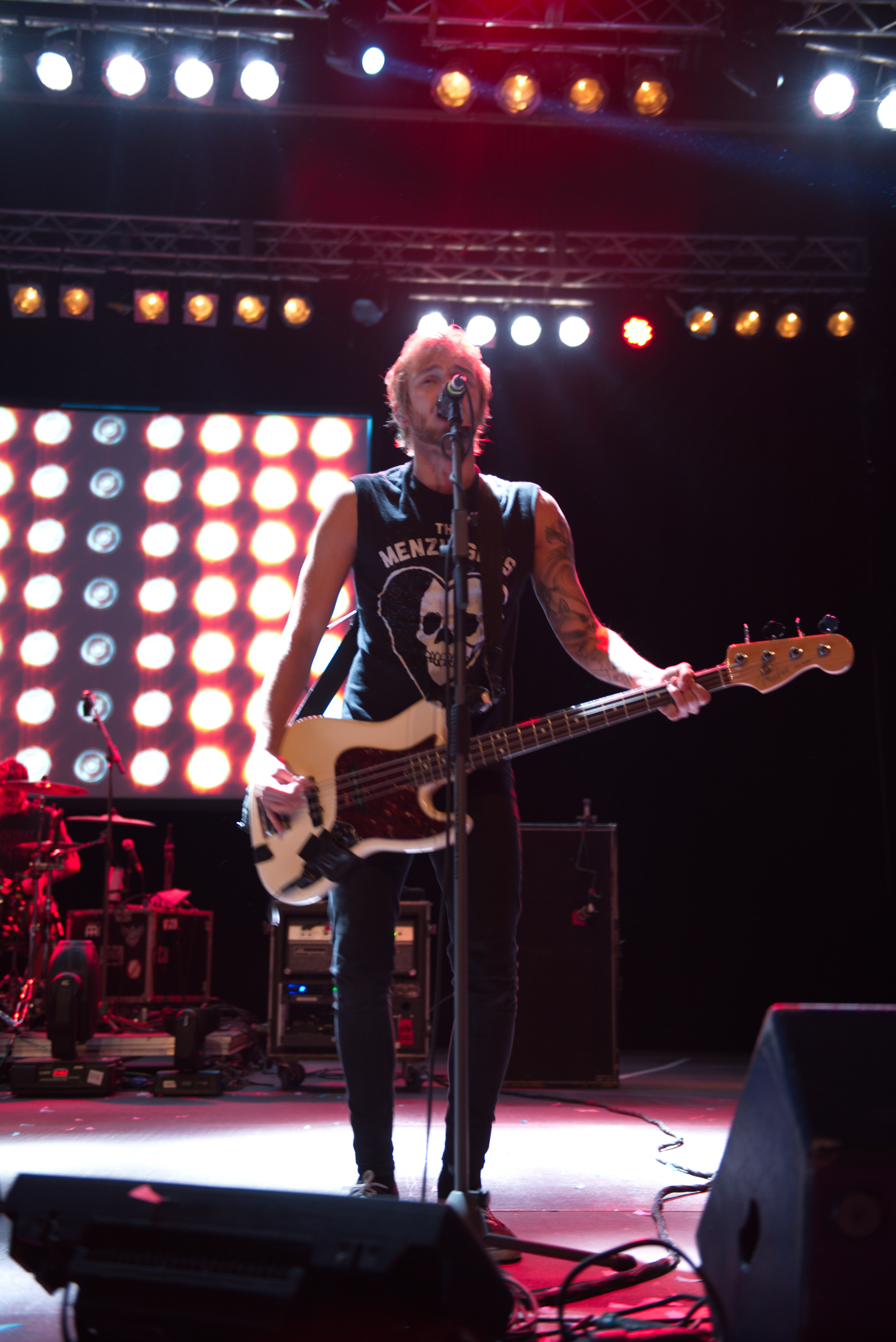

Nachdem die Band das Jahr 2014 mit Songwriting und Studio-Aufnahmen verbracht hatte, erschien am 10. April 2015 ihr sechstes Album Six. Im Dezember 2014 erschien vorab ein Video des Songs Out there und Ende März 2015 dann die Single Dancing in the sun. Im Video zu diesem Song erhielt die Band Unterstützung von vielen NGOs, wie Sea Shepherd, Amnesty International, PETA, Ocean Care und Greenpeace. Six stieg in Deutschland auf Platz 5 der Albumcharts ein, in Österreich auf Platz 35 und in der Schweiz auf Platz 80. In allen drei Ländern ist das die bis dato höchste Chartplatzierung der Band. Kurz nach der Veröffentlichung des Albums ging die Band auf eine Club-Tour in fünf deutschen Städten.
Anfang September erschien das Buch How to Survive as a Rock Band als eigenständiges Produkt im Handel, welches kurz nach Erscheinen bereits in die zweite Auflage ging. Auch die Single Kings & Queens, begleitet von einem Musikvideo, wurde im September veröffentlicht. Im Oktober und November 2015 spielte die Band eine große Tour durch Deutschland, Österreich und Schweiz mit 24 Konzerten. Nach einer kurzen Tour durch Tschechien, einer weiteren großen Konzertreise durch den deutschsprachigen Raum sowie vielen europäischen Open-Air-Festivals im Jahr 2016, feierte die Band ihren 15. Bandgeburtstag mit einem Jubiläumskonzert in Ulm. Nach dem Konzert zog sich die Band für eine kreative Pause zurück.

### 2017–2018:All We Knowund Namensänderung
Am 7. April 2017 gab die Band bekannt, von nun an unter dem Namen Itchy aufzutreten und veröffentlichte gleichzeitig die erste Single (Nothing) des am 21. Juli erscheinenden Albums All We Know. Am 19. Mai folgte die zweite Single Keep It Real, sowie die dritte Vorabauskopplung Fall Apart Anfang Juli, kurz vor der Albumveröffentlichung. Neben Festivals in vielen Ländern Europas spielte Itchy im Sommer auch eine Support-Tour für die US-Punkband Bad Religion. Im Herbst 2017 veröffentlichte Itchy die Single The Sea, für welche ein Musikvideo in Kooperation mit der Meeresschutz Organisation Ocean Care auf Mallorca gedreht wurde. Im Video und der dazugehörigen Kampagne wird auf die Thematik der Plastikmüll-Verschmutzung in den Weltmeeren aufmerksam gemacht. Für diverse Strand-Säuberungsaktionen an Land und unter Wasser wurden zum Teil auch die Fans der Band mit einbezogen.
Der Zeitraum zwischen November 2017 und Mai 2018 beinhaltete große Tourneen durch Deutschland, Tschechien, Österreich und Schweiz, sowie die Auskopplung des Songs Black mit einem Musikvideo bestehend aus Live-Szenen der All-We-Know-Tour. Ebenfalls 2018 wurde für das Bandjubiläum ihrer guten Freunde von Jennifer Rostock deren Lied Mein Mikrofon gecovert. Seit 2018 sind Itchy außerdem Antarktisbotschafter für die Umweltorganisation Greenpeace und unterstützen die Forderung nach einem Meeresschutzgebiet im antarktischen Weddellmeer.

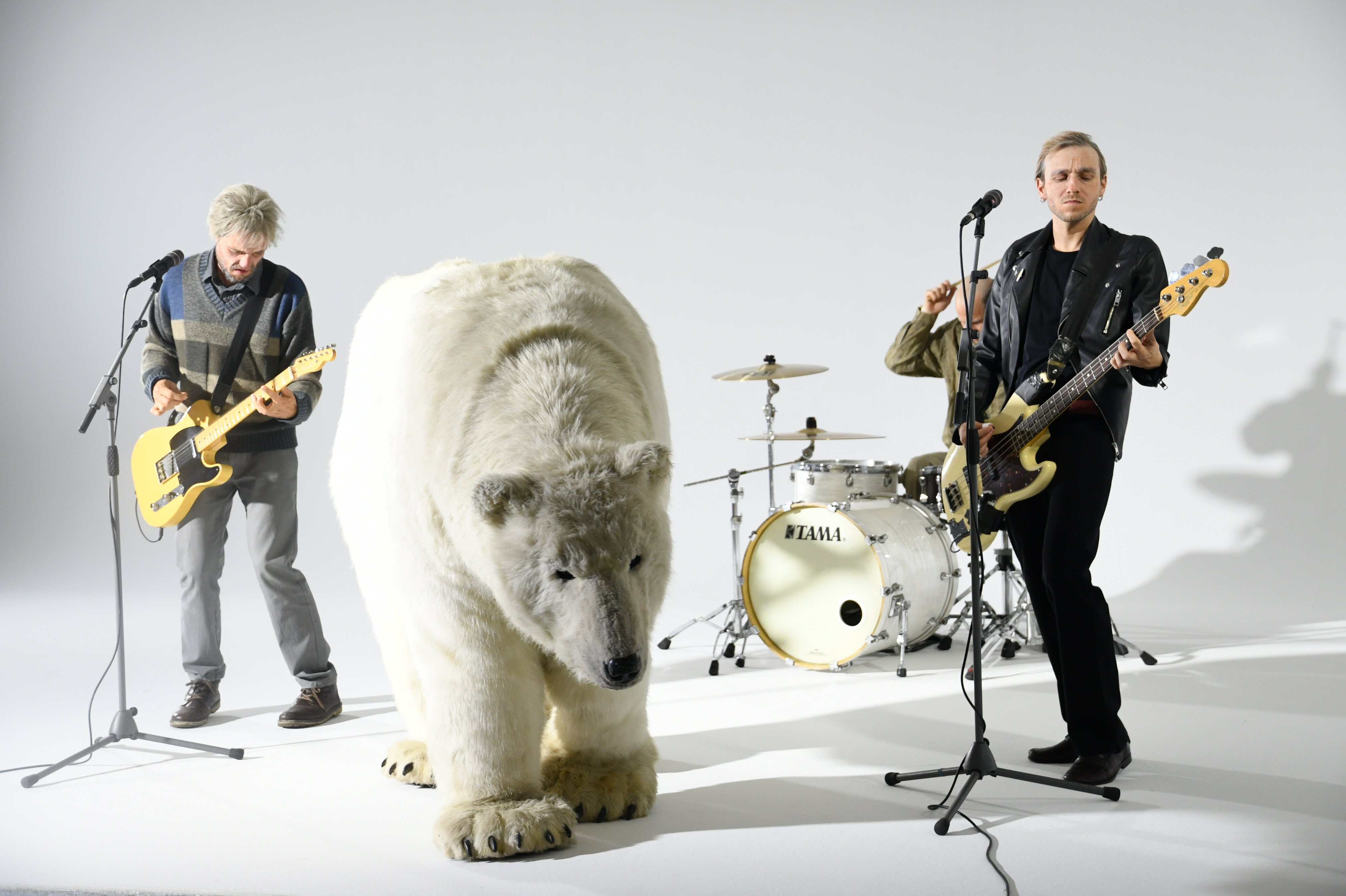
Die Band Itchy während des Videodrehs zu ihrem Lied „Tut uns leid“ mit Eisbärin Paula von Greenpeace 2020

### 2019–2022:Ja als ob– Das erste Album auf Deutsch / Corona / Das zweite Buch / Best Of - Album
Nach fast zwei Jahren ohne eigene Tour und einem Sommer mit nur wenigen ausgewählten Festival-Auftritten, überraschte die Band die Öffentlichkeit im November 2019 mit der ersten Single aus ihrem kommenden 8. Studioalbum. Der Song „Faust“ war der erste deutschsprachige Titel der Band und der Startschuss für das ebenfalls komplett in deutscher Sprache verfasste Album „Ja als ob“, welches am 7. Februar 2020 erschien. In den Tagen rund um die Veröffentlichung spielte Itchy ausgewählte Mini-Konzerte in skurrilen Locations. So platzten u. a. ein Hotelzimmer in Hamburg, eine leerstehende Wohnung in Stuttgart, eine Kneipe in Köln und ein Späti in Berlin aus allen Nähten.
Im Dezember 2019 veröffentlichte die Band unter dem Hashtag #nichtlangefackeln gemeinsam mit Greenpeace eine Videobotschaft für mehr Klimaschutz auf YouTube.

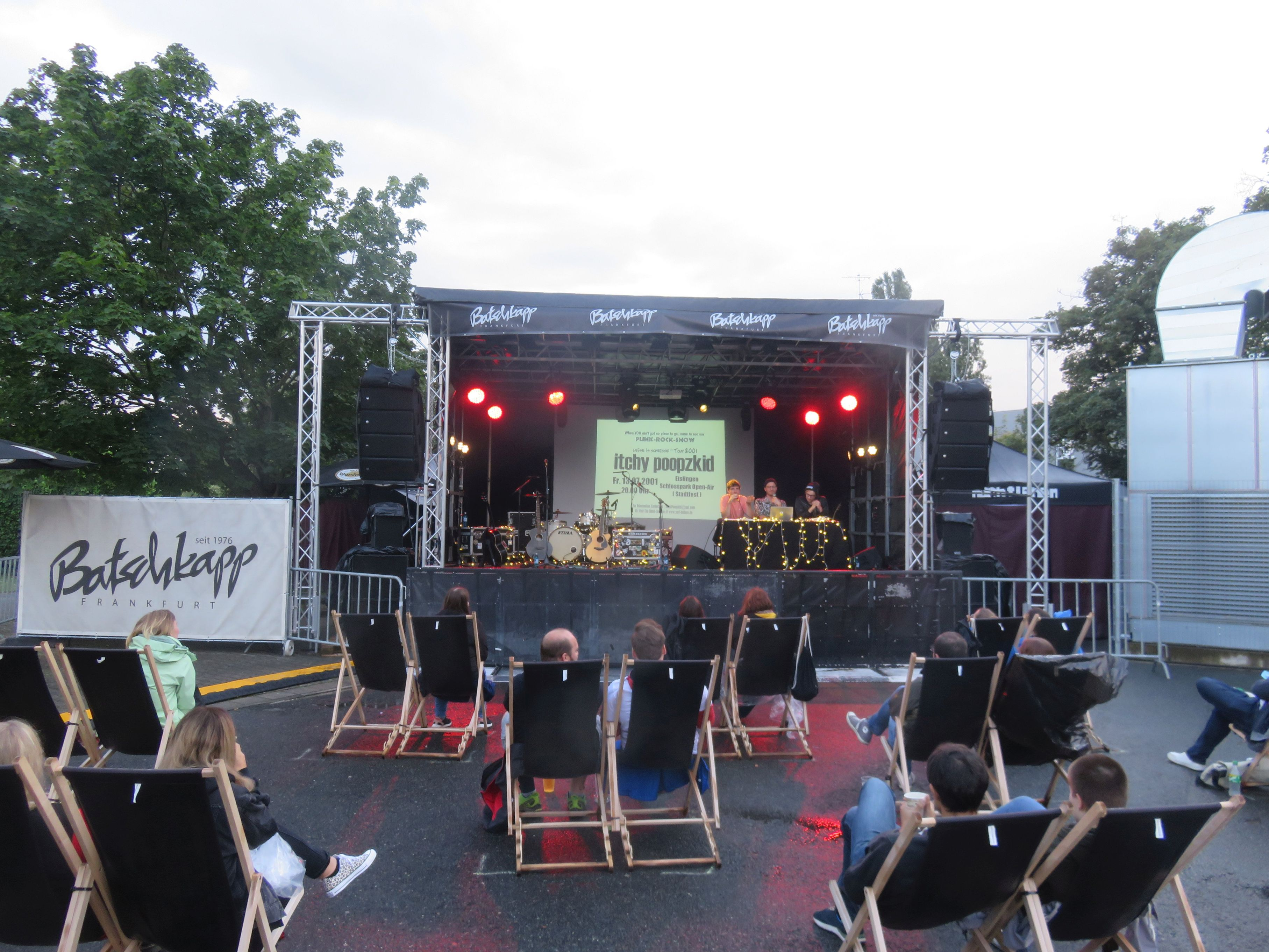
Corona-konforme musikalische Lesung des Punk-Rock-Trios Itchy im Innenhof der Batschkapp in Frankfurt/Main (2021)

Im März, nur 5 Tage vor Beginn der vielerorts ausverkauften Tournee, wurde auch Itchy Opfer der Corona-Beschränkungen und des ersten Lockdowns. Alle geplanten Termine mussten verlegt werden. Dennoch blieb die Band nicht untätig. Direkt zu Beginn der Pandemie veröffentlichten sie ein offizielles Musikvideo zum Song „Herzlich Willkommen“, welches ausschließlich aus Videoeinsendungen von Fans besteht, die zeigen wie die Fans zuhause im Lockdown den Song performen. Außerdem nahm die Band drei „Kurz & Schmerzlos Sessions“ auf, Live im Proberaum/Studio eingespielte Versionen der Songs „Pflastersteine“, „Ich wollte noch“ und „Meine Fresse“.
Im August und September veröffentlichte Itchy zwei neue Songs. „So wie ihr“ und „Tut uns leid“. Letzterer in Kooperation mit Greenpeace. Das dazugehörige Musikvideo ist quasi eine Fortsetzung zum Video zu „Dancing in the sun“ aus dem Jahre 2015. Beide Videos thematisieren die Missstände auf dieser Welt und die Unfähigkeit der Menschen, etwas an diesen zu ändern. Im Juni 2021 veröffentlichte die Band als Fortsetzung zu ihrem 2015 erschienenen Sachbuch How to Survive as a Rock Band aus Anlass des 20-jährigen Bestehens die Autobiografie 20 Years Down the Road. Auf Corona-konformen Open Air Lesungen tourt die Band durch Deutschland.
Am 26. November veröffentlicht die Band, in Anlehnung an ihr Jubiläum und das dazugehörige Buch ein Best-Of Doppelalbum, ebenfalls mit dem Namen „20 years down the road - Best of“. Darauf enthalten sind 20 Lieder aus der kompletten Schaffenszeit der Band.
Im März 2022 nahmen Itchy mit der Sängerin Cecilia Boström von The Baboon Show eine gemeinsame Cover-Version des Songs Womanarchist der weiblichen US-Punk-Band Bad Cop/Bad Cop auf. Bei dem Songtitel handelt es sich um ein Kofferwort aus den beiden englischen Wörtern „Woman“ und „Anarchist“. Nach der Festivalsaison kann ITCHY endlich die mehrmals verschobene, und eigentlich für Anfang 2020 angesetzte, „Ja als ob – Tour“ nachholen. Sie wird zur erfolgreichsten Tour der Bandgeschichte.

### 2023: Das 9. Studioalbum „Dive“ & der erste bandeigene Podcast
Ende Januar 2023 erschien mit Prison Light die erste (wieder englischsprachige) Single aus dem für Juli 2023 angekündigten Album Dive. Auch eine Tournee wurde in diesem Zuge für Ende des Jahres angekündigt. Neben zwei weiteren Vorab-Singles des Albums, Thoughts & Prayers und Dive, startete im April der bandeigene Podcast Itchy Deep Dive, in welchem die Band entlang der bisherigen Alben von ihrer Geschichte erzählte. Der Podcast stieg auf Platz 53 der deutschen Podcast-Charts ein. Nachdem mit Broke Forever, Burn the whole thing down und No one's listening noch weitere Songs vorab ausgekoppelt werden, erschien Dive am 7. Juli 2023 mit insgesamt 12 englischsprachigen Songs. Das Album stieg auf Platz 10 der deutschen Album-Charts ein, was die zweitbeste Platzierung der Karriere von Itchy bedeutete.
2024 wurde die Band während ihres Auftritts auf dem Wiener Donauinselfest von den Veranstaltern aus dem Festival-Line-up geworfen, weil sie Mitgliedern der Letzten Generation Redezeit auf der Bühne ermöglicht hatte.

## Diskografie

### Studioalben
| Jahr               | Titel Musiklabel                      | Höchstplatzierung, Gesamtwochen, AuszeichnungChartplatzierungen (Jahr, Titel, Musiklabel, Platzierungen, Wochen, Auszeichnungen, Anmerkungen) | Höchstplatzierung, Gesamtwochen, AuszeichnungChartplatzierungen (Jahr, Titel, Musiklabel, Platzierungen, Wochen, Auszeichnungen, Anmerkungen) | Höchstplatzierung, Gesamtwochen, AuszeichnungChartplatzierungen (Jahr, Titel, Musiklabel, Platzierungen, Wochen, Auszeichnungen, Anmerkungen) | Anmerkungen                            |
| Jahr               | Titel Musiklabel                      | DE | AT | CH | Anmerkungen                            |
| ------------------ | ------------------------------------- | --- | --- | --- | -------------------------------------- |
| als Itchy Poopzkid |                                       | | | |                                        |
|                    |                                       | | | |                                        |
| 2005               | Heart to Believe Where Are My Records | — | — | — | Erstveröffentlichung: 7. Oktober 2005  |
| 2007               | Time to Ignite Where Are My Records   | DE68 (2 Wo.)DE | — | — | Erstveröffentlichung: 30. März 2007    |
| 2009               | Dead Serious Where Are My Records     | DE39 (3 Wo.)DE | AT56 (1 Wo.)AT | — | Erstveröffentlichung: 23. Januar 2009  |
| 2011               | Lights Out London Findaway Records    | DE35 (1 Wo.)DE | AT74 (1 Wo.)AT | — | Erstveröffentlichung: 25. Februar 2011 |
| 2013               | Ports & Chords Findaway Records       | DE27 (1 Wo.)DE | — | — | Erstveröffentlichung: 25. Januar 2013  |
| 2015               | Six Findaway Records                  | DE5 (1 Wo.)DE | AT35 (1 Wo.)AT | CH80 (1 Wo.)CH | Erstveröffentlichung: 10. April 2015   |
| als Itchy          |                                       | | | |                                        |
|                    |                                       | | | |                                        |
| 2017               | All We Know Arising Empire            | DE18 (1 Wo.)DE | AT43 (1 Wo.)AT | — | Erstveröffentlichung: 21. Juli 2017    |
| 2020               | Ja als ob Findaway Records            | DE19 (1 Wo.)DE | — | — | Erstveröffentlichung: 7. Februar 2020  |
| 2023               | Dive Findaway Records                 | DE10 (1 Wo.)DE | — | — | Erstveröffentlichung: 7. Juli 2023     |

### Kompilationen
- 2021: 20 Years Down the Road - Best Of (Findaway Records)

### Livealben
- 2003: Fuck-Ups … Live! (Eigenregie)

### EPs
- 2001: Two Thumbs Down (Demo-CD in Eigenregie)
- 2003: … Having a Time! (Eigenregie)

### Singles
| Jahr | Titel Album             | Höchstplatzierung, Gesamtwochen, AuszeichnungChartplatzierungen (Jahr, Titel, Album, Platzierungen, Wochen, Auszeichnungen, Anmerkungen) | Höchstplatzierung, Gesamtwochen, AuszeichnungChartplatzierungen (Jahr, Titel, Album, Platzierungen, Wochen, Auszeichnungen, Anmerkungen) | Höchstplatzierung, Gesamtwochen, AuszeichnungChartplatzierungen (Jahr, Titel, Album, Platzierungen, Wochen, Auszeichnungen, Anmerkungen) | Anmerkungen                         |
| Jahr | Titel Album             | DE | AT | CH | Anmerkungen                         |
| ---- | ----------------------- | --- | --- | --- | ----------------------------------- |
| 2007 | Silence Is Killing Me – | DE81 (1 Wo.)DE | — | — | Erstveröffentlichung: 2. April 2007 |

Weitere Singles
- 2005: Say No
- 2007: And I’ll Walk Away
- 2007: You Don’t Bring Me Down
- 2009: The Living
- 2009: Pretty Me
- 2009: The Lottery
- 2011: Why Still Bother
- 2011: Down Down Down
- 2011: It’s Tricky (Run-D.M.C.-Cover)
- 2012: We Say So
- 2013: I Believe
- 2013: The Pirate Song (feat. Guido (Donots))
- 2013: Tonight
- 2014: Out There
- 2015: Dancing in the Sun
- 2015: Kings & Queens
- 2017: Nothing
- 2017: Keep It Real
- 2017: Fall Apart
- 2017: The Sea
- 2018: Black
- 2019: Faust
- 2019: Ja als ob
- 2020: Gegen den Wind
- 2020: So wie ihr
- 2020: Tut uns leid
- 2023: Prison Light
- 2023: Thoughts and Prayers
- 2023: Dive
- 2023: Burn the Whole Thing Down
- 2023: No One's Listening